# 茅坪乡 (龙山县)
茅坪乡，是中华人民共和国湖南省湘西土家族苗族自治州龙山县下辖的一个乡镇级行政单位。

## 行政区划
茅坪乡下辖以下地区：
龙冠村、子龙村、长峰村、兴旺村、复兴村、老场村、竹柯村、光荣村、干坝村、新场村、水沙坪村、茶园村、金沙村和庆口村。